# Grupa Operacyjna Kawalerii gen. Abrahama
Grupa Operacyjna Kawalerii gen. Romana Abrahama – improwizowany związek taktyczny Wojska Polskiego w czasie kampanii wrześniowej 1939.

## Działania bojowe Grupy
Wieczorem 14 września dowódca Grupy Armii gen. Tadeusz Kutrzeba odebrał meldunek o załamaniu się natarcia Armii „Pomorze” w kierunku Skierniewic. Postanowił wobec tego zmodyfikować plan bitwy (nad Bzurą), dostosowując go do nowej, trudniejszej sytuacji operacyjnej. Główne uderzenie w formie przełamania miało nastąpić po osi Sochaczew – Błonie – Warszawa. Grupa Operacyjna Kawalerii gen. Abrahama w składzie Wielkopolska i Podolska BK miała wykonać uderzenie oskrzydlające od północy, współdziałając przy tym z 15 Dywizją Piechoty. Początek działań przewidywano na dzień 17 września.

### 15 września
O świcie 15 września 2 szwadron 7 pułku strzelców konnych z plutonem ckm i 3 armatami ppanc wzmocnił obronę Brochowa. Reszta pułku odpoczywała w lasku koło folwarku Mistrzewice. 15 pułk ułanów utrzymywał częścią sił przyczółek w Witkowicach, broniąc Janowa i Tułowic. Odwodowy 17 pułk ułanów przebywał w lesie Radziwiłka. Cały dzień trwała sporadyczna wymiana ognia kawalerzystów z niemieckimi patrolami.

Po południu gen. Roman Abraham otrzymał z dowództwa armii rozkaz operacyjny na 16 września. Zgodnie z nim grupa operacyjna kawalerii miała przekroczyć Bzurę w rejonie Brochów – Witkowice i przygotować się do uderzenia od północy na skrzydło i tyły nieprzyjaciela znajdującego się naprzeciwko Grupy Operacyjnej gen. Knolla Kownackiego. Z nie wyjaśnionych powodów gen. Abraham dokonał zmiany zadania i nakazał swoim oddziałom wejść do Puszczy Kampinoskiej i maszerować w kierunku Warszawy.

W tym czasie, będąca w marszu, Podolska BK atakowana była przez lotnictwo niemieckie. Największe straty poniosła przy przekraczaniu Słudwi. Po południu brygada osiągnęła rejon Luszyn – Podczachy – Remki – Janówek– Anatolio. Po zapadnięciu zmroku podjęto dalszy marsz na wschód do Bud Starych.

### 16 września
W nocy z 15 na 16 września gen. Abraham wydał rozkaz do marszu przez Puszczę Kampinoską. Wielkopolska BK miała maszerować w dwóch kolumnach:
- kolumna północna w składzie: 17 puł z 7 dak,  7 psk, 3 szwadron pionierów,  maszerować miała po osi Witkowice – Tułowice –Myszory – Famułki Królewskie – Krzywa Góra – Stara Dąbrowa,
- kolumna południowa: 15 pułk ułanów i bateria 7 dak po osi Brochów – Janówek–Famułki Brochowskie – Zamość,
- ubezpieczenie od północy zapewnić miał szwadron kolarzy brygady maszerujący wzdłuż Wisły na Stare Polesie.
- Podolska BK po przekroczeniu Bzury miała podążać za kolumnami Wielkopolskiej BK.

Ostatecznie gen. Kutrzeba doszedł do wniosku, że w istniejących warunkach bitwy kontynuować nie można. W myśl wydanego o 21.00 rozkazu, GOKaw. gen. Abrahama miała oczyszczać Puszczę Kampinoską, działając w kierunku wschodnim.

### 17 września
Maszerujące ku Warszawie oddziały polskiej kawalerii natknęły się w Puszczy Kampinoskiej na szeroko rozstawiony obronnie niemiecki 12 pułk piechoty. W tej sytuacji 7 pułk strzelców konnych zaatakował broniący Zamościa III/12 pp ppłk. Ericha Magnusa. 4 szwadron por. Edwarda Groniowskiego rozbił niemieckie ubezpieczenie boczne, ale silny ogień broni maszynowej z pozycji głównych zatrzymał jego natarcie. 
Wprowadzania do walki kolejnych szwadronów pułku nie załamało obrony nieprzyjaciela. Dopiero oskrzydlający od północy atak 14 pułku ułanów zmienił sytuację na korzyść Polaków. 4 szwadron por. Alfreda Godlewskiego zaatakował broniący się na zachód od Górek II/12 pp ppłk. Erwina Speera. Atak nie uzyskał jednak powodzenia. Poległ między innymi dowódca szwadronu i trzech innych oficerów. W tej sytuacji dowódca pułku rzucił do walki dwa kolejne szwadrony. Atak wspierała 2/7 dywizjonu artylerii konnej por. Władysława Fazana. Po zaciekłej walce wręcz Niemcy zostali zmuszeni do wycofania się w stronę Górek. 
Posuwający się bardziej na północ 6 pułk Ułanów Kaniowskich uderzył na I/12 pp mjr. Franza Krohna. W walce z niemiecką piechotą ułani odnieśli zwycięstwo, ale atak lotniczy przerwał ich natarcie, wprowadził zamieszanie i zadał ułanom znaczne straty osobowe. Dowódca 6 p.uł. płk Stefan Liszko wydał rozkaz oderwania się od nieprzyjaciela i kontynuowania marszu w kierunku Warszawy.  Za ułanami maszerowały oddziały 25. i 15 Dywizji Piechoty.
Rano 17 września 15 pułk ułanów z przydzieloną baterią 7 dak maszerował na wschód i o  7.30 osiągnął rejon Łubca. Tu natknął się na nadjeżdżającą od strony Leszna jednostkę OR 31 DP. Ułani rozbili niemiecki pluton zwiadowczy. Tu też nastąpiło spotkanie z dowódcą 84 pp będącym częścią z załogi Modlina. Płk dypl. Stanisław Sztarejko zaproponował mjr. Chłapowskiemu przejście z pułkiem na odpoczynek do rejonu Wierszy. Propozycja została przyjęta i 15 puł z baterią 7 dak odpoczywał tam aż do świtu 18 września.
Za 15 pułkiem ułanów, po tej samej marszrucie,  posuwał się 9 pułk ułanów z zadaniem  opanowania południowo-wschodnich wyjść z Puszczy Kampinoskiej. Około  8.00 doszło na wysokości drogi Zamość – Kampinos doszło do potyczki  z niemieckimi pododdziałami rozpoznawczymi, które od południa próbowały wejść do Puszczy Kampinoskiej. Po południu ubezpieczenia przednie dotarły do skraju lasu pomiędzy Grabiną a Roztoką. Tu drogę zastąpił im niemiecki oddział rozpoznawczy z 31 DP.  2 szwadron próbował nacierać, lecz utknął w silnym ogniu piechoty i artylerii.
Napór wojsk niemieckich na pododdziały pułku z kilku stron spowodował, że ppłk Rudnicki postanowił pozostać w zajmowanym rejonie, a w nocy oderwać się od nieprzyjaciela, by przed świtem przebić się do północnego pasma Puszczy Kampinoskiej i dołączyć do głównych sił grupy operacyjnej kawalerii. Chociaż 9 puł nie wykonał postawionego przed nim zadania, ponieważ nie dotarł do południowo-wschodnich wyjść z Puszczy Kampinoskiej, to jego bój w rejonie Grabiny związał oddział rozpoznawczy 31 DP dążący do Zamościa na pomoc 12 pp, czym ułatwił ruch na wschód głównej kolumnie grupy operacyjnej kawalerii.

### 18 września
18 września 17 pułk ułanów z dwiema bateriami 7 dak wszedł do lasu koło Palmir. Jego ubezpieczenia zameldowały, że szosa na Warszawę została zamknięta przez niemieckie oddziały zmotoryzowane wspierane artylerią. Po południu w rejon Palmir przybyły też 15 pułk ułanów i 9 pułk ułanów. Gen. Abraham zdecydował wykonać manewr przez Sieraków i Laski, kierując jako straż przednią 15 pułk ułanów z baterią, za nim kolumnę główną osłoniętą przez dwa pułki. Około północy 15 pułk ułanów nawiązał walkę z zaporą niemiecką w Sierakowie.

### 19 września
Niedługo po północy 15 pułk ułanów  uderzył czołowo na Sieraków broniony przez niemiecki 4 pułk kawalerii zmotoryzowanej z 1 DLek. W tym samym czasie 6 pułk ułanów przeszedł do ataku na kierunku Wólki Węglowej. O 2.00 do koncentrycznego uderzenia przystąpiły: 17 pułk ułanów po osi działania 15 puł., 14 pułk ułanów od północy, 9 pułk ułanów od zachodu. W czasie walk odrzucono wychodzący z Truskawa kontratak niemieckich czołgów. O 10.00 Sieraków był w rękach Polaków.
Kontynuowanie natarcia przez ułanów na Laski, a nawet wprowadzenie odwodowego 7 pułku strzelców konnych nie dało oczekiwanych rezultatów. Pułki ponosiły duże straty osobowe. Gen. Abraham przerwał natarcie i wykonać manewr nocny na Młociny, by w ciągu dnia wyprowadzić natarcie ka kierunku Dąbrowa – Młociny.

## Struktura organizacyjna
Skład 16 września:
- dowództwo Grupy[14]

dowódca Grupy – gen. Roman Abraham
szef sztabu – mjr dypl. Tadeusz Grzeżułko
kwatermistrz – rtm. dypl. Zbigniew Bukowski,
- Wielkopolska Brygada Kawalerii
- Podolska Brygada Kawalerii